# Christian Weiss (Philosoph)
Christian Weiss (häufig auch Weiß; * 26. Mai 1774 in Taucha; †  10. Februar 1853 in Merseburg) war ein deutscher Philosoph und Pädagoge.

## Leben
Weiss besuchte unter Gottlieb Samuel Forbiger die Leipziger Nicolaischule. 1791 wechselte er zum Studium der Philologie, Philosophie, Theologie und Naturwissenschaften an die Universität Leipzig. 1795 wurde er zum Dr. phil. promoviert und 1796 mit der Arbeit De cultu divino interno et externo recte iudicando zum Privatdozent habilitiert. 1797 bis 1799 war er Lehrer in Holland. 1801 wurde er an der Leipziger Universität zum außerordentlichen Professor befördert. Er folgte 1805 einem Ruf als Professor der Philosophie an das Lyzeum in Fulda.
Weiss ging 1808, als die Franzosen nach Fulda kamen, als Rektor an die Bürgerschule in Naumburg an der Saale. 1816 kam er als Regierungs- und Schulrat zur Regierung nach Merseburg. Dort blieb er bis zu seinem Lebensende.

## Werke (Auswahl)
- De cultu divino interno et externo recte iudicando, Leipzig 1796.
- Resultate der kritischen Philosophie, vornehmlich in Hinsicht auf Religion und Offenbarung, Leipzig 1799.
- Lehrbuch der Logik, nebst einer Einleitung zur Philosophie überhaupt und besonders zu der bisherigen Metaphysik, Leipzig 1801.
- Lehrbuch der Philosophie des Rechts, Leipzig 1804.
- mit Ernst Tillich: Beiträge zur Erziehungskunst, zur Vervollkommnung sowohl ihrer Grundsätze als ihrer Methode, 2 Bände, Leipzig 1804.
- Untersuchungen über das Wesen und Wirken der menschlichen Seele, Leipzig 1811.
- Ueber Grund, Wesen und Entwicklung des religiösen Glaubens; Beiträge zur Würdigung der rationalen Ansicht von Christus, Leipzig 1845.